# 얀마 스타디움 나가이
얀마 스타디움 나가이(일본어: ヤンマースタジアム長居)는 일본 오사카부 오사카시 히가시스미요시구 나가이 공원 1-1 에 있는 축구·육상 겸용 경기장이다. J리그 세레소 오사카의 홈구장이기도 하다.
1964년 2만 3000명 수용규모의 경기장으로 개장되었으며, 1996년 400m×9 레인의 트랙과 107 × 71m의 필드를 갖춘 일본 육상 경기 연맹과 국제 육상 경기 연맹(IAAF)가 인증하는 클래스 1 공인 육상시설로 설계 지금의 규모로 확장되었다. 건축면적 2만 6692㎡, 연건평 5만 2300㎡에 지상 5층이며, 수용인원은 5만 명이다.
확장 공사에 총사업비 401억 엔이 투입되었다. 미래를 향해 날아가는 새의 날개를 형상화한 지붕은 반투명의 테플론 막으로 설치하였으며, 관중석 가운데 3분의 2가 지붕으로 덮여 있다. 특히 스탠드를 부드럽게 감싸는 듯한 지붕의 곡선이 1만 9000m에 이른다.
특수 공법으로 지주를 제거하여 모든 좌석에서 필드와 트랙을 바라볼 수 있다. 1층에 트레이닝센터, 장애인석도 마련하였으며, 3층에 유스호스텔을 병설하였다. 주차장은 2500대 규모이다.
오사카시 중심부로부터 10㎞ 떨어진 공원 안에는 식물원과 자연사박물관, 각종 스포츠 시설이 잘 갖추어져 있다.
제 17회 2002년 FIFA 월드컵 당시 나이지리아 대 잉글랜드(6월 12일), 일본 대 튀니지(6월 14일)의 조별리그전, 세네갈 대 터키(6월 22일)의 8강전이 열렸다. 2007년 8월 25일부터 9월 2일까지 제11회 세계육상선수권대회가 열린 곳이기도 하다.
2014년부터는 네이밍 라이츠를 도입하여 농기계, 건설 기계, 소형 선박 제조회사인 얀마(YANMAR)가 5년에 연간 1억엔을 지불하는 조건으로 명명권 계약이 성사되어 '얀마 스타디움 나가이'로 명칭이 정해졌다.

## 2002년 FIFA 월드컵
| 날짜            | 팀 1       | 스코어              | 팀 2     | 라운드      |
| --------------- | ---------- | ------------------- | -------- | ----------- |
| 2002년 6월 12일 | 나이지리아 | 0 - 0               | 잉글랜드 | F조 3차전   |
| 2002년 6월 14일 | 튀니지     | 0 - 2               | 일본     | H조 3차전   |
| 2002년 6월 22일 | 세네갈     | 0 - 1 연장전 골든골 | 튀르키예 | 8강전 4경기 |